# Wayman & Murphy Company
Wayman & Murphy Company war ein US-amerikanischer Hersteller von Fahrzeugen.

## Unternehmensgeschichte
Die Herren Wayman und Murphy gründeten 1883 das Unternehmen in Chicago in Illinois. Zunächst stellten sie Kutschen her. 1903 begann die Produktion von Automobilen. Der Markenname lautete Wayman & Murphy. Ein Fahrzeug wurde im Februar 1903 auf der Chicago Automobile Show präsentiert. 1904 endete die Kraftfahrzeugproduktion.
Nach 1920 verliert sich die Spur des Unternehmens.

## Kraftfahrzeuge
Im Angebot stand nur ein Modell. Es hatte einen Motor mit 4,5 PS Leistung. Er kam entweder von der T. J. Lindsay Automobile Parts Company oder deren Nachfolgegesellschaft, der Lindsay-Russell Axle Company. Das Getriebe stammte von Champion. Die Karosserien waren eigene Entwürfe. Überliefert ist die Karosserieform Runabout.